# Хачатрян, Ольга
Ольга Хачатрян (туркм. Olga Hachatryan; род. 6 июля 1992, Туркменистан) — туркменистанская пловчиха. Участница летних Олимпийских игр 2008 года.

## Биография
Ольга Хачатрян родилась 6 июля 1992 года в Туркменистане.
В 2007 году участвовала в чемпионате мира по водным видам спорта в Мельбурне. В плавании на дистанции 50 метров на спине заняла последнее, 93-е место в квалификации, показав результат 39,48 секунды. На дистанции 100 метров вольным стилем заняла 126-е место в квалификации с результатом 1 минута 16,91 секунды, опередив Аминат Инас Исмаил с Мальдивских Островов (1.22,74) и Нахед Ахлиф из Ливии (1.25,88)..
В 2008 году вошла в состав сборной Туркменистана на летних Олимпийских играх в Пекине. На дистанции 100 метров вольным стилем заняла последнее, 48-е место с результатом 1.14,77, уступив 20,76 секунды худшей из попавших в финал Пан Цзяин из Китая. Хачатрян стала единственной участницей соревнований, кто показал время хуже одной минуты.